# Principi d’Acaja
Principi d'Acaja M1 – stacja turyńskiego metra położona pod Corso Francia. Stacja ulokowana jest nieco na zachód od dworca kolejowego Torino Porta Susa. Na powierzchni znajduje się przystanek autobusów linii 65.